# جان تاردی
جان تاردی (به انگلیسی: John Tardy) خواننده آمریکائی است که بیشتر به عنوان خوانندهٔ گروه دث متال آبیچوآری و تاردی برادرز شناخته می‌شود. او همچنین برادر دونالد تاردی درامر گروه آبیچوآری می‌باشد.